# Brzostowiec (przystanek kolejowy)
Brzostowiec – dawny wąskotorowy kolejowy przystanek osobowy w Brzostowcu, w gminie Mogielnica, w powiecie grójeckim, w województwie mazowieckim, w Polsce.
Przystanek oddano do użytku 9 października 1920 roku, wraz z odcinkiem linii wąskotorowej pomiędzy Mogielnicą a Brzostowcem. Przez kolejne cztery lata pełnił funkcję stacji końcowej Kolei Grójeckiej. 20 września 1924 roku oddano do użytku odcinek do Nowego Miasta nad Pilicą, stanowiący przedłużenie linii z Brzostowca na południowy zachód.
W obrębie przystanku znajduje się położony po północnej stronie torów budynek dworcowy pochodzący z czasu powstania przystanku, który w 2021 roku pełnił funkcje mieszkaniowe, a także studnia do naboru wody do parowozów. Dawniej na przystanku znajdowała się mijanka, a do 1978 roku w pobliżu znajdowała się czynna ładownia.
Przystanek obsługiwał rozkładowy ruch pasażerski do 1 stycznia 1988 roku, zaś ruch towarowy został zamknięty 1 września 1996 roku. Ruch pociągów turystycznych został wstrzymany 1 kwietnia 2001 roku. Od tego czasu przystanek nie obsługiwał ruchu kolejowego.